# Ракова (Львовская область)
Ракова (укр. Ракова) — село в Бисковичской сельской общине Самборского района Львовской области Украины.
Население по переписи 2001 года составляло 705 человек. Занимает площадь 2,11 км². Почтовый индекс — 82030. Телефонный код — 3238.